# Människan och skapelsen
Människan och skapelsen eller Dansbandsmässan är en svensk så kallad dansbandsgudstjänst. 
Den är skriven av Bert Månson efter att Jan Arvid Hellström 1991 som nybliven biskop i Sankt Sigrids stift tog initiativet till den. Mässan hade premiär i maj 1993 i Växjö domkyrka, med Lena Eriksson som sångsolist.. Materialet var inför premiären mestadels nyskrivet. En del texter var ursprungligen skrivna på norska av Svein Ellingsen.
Några år senare var Sanna Nielsen med som solist.

## Albumet
Mässan med Sanna Nielsen som solist utkom som album 1999.
1. Preludium
2. Lovsång / S. Ellingsen, övers. J.A. Hellström
3. Herre, förbarma dig (Kyrie)
4. Hör mina ord / B. Månson
5. Lovsången (Gloria)
6. Sions sånger / J.A. Hellström
7. Mitt i allt det meningslösa / S. Ellingsen, övers. J.A. Hellström
8. Människan och skapelsen / S. Ellingsen, övers. J.A. Hellström
9. Vakna, vinterbarn! (Interludium)
10. Förbön
11. Det skimrar av ljus (Offertoriepsalm) / J.A. Hellström
12. Upplyft era hjärtan (Sursum corda)
13. Prefationen, helig, helig (Sanctus)
14. O Guds lamm (Agnus Dei)
15. Lovprisningen (Benedicamus)
16. Nu sjunger hela skapelsen ditt pris / J.A. Hellström
17. Postludium (A la vida)

### Fotnoter
1. ↑  ”Musikalisk mässa i Borgs kyrka”. Norrköpings Tidningar. 23 oktober 2004. Arkiverad från originalet den 18 april 2013. https://archive.is/20130418082029/http://www.nt.se/arkiv/2004/10/23/Str%F6msidan/1971373/Musikalisk-m%E4ssa-i-Borgs-kyrka.aspx. Läst 27 oktober 2012.
2. ↑  Michael Nystås (15 oktober 2002). ”Dansband, ta er an de andliga sångerna!”. Aftonbladet. http://www.aftonbladet.se/nojesbladet/kronikorer/article10313091.ab. Läst 27 oktober 2012.
3. ↑  Gösta Olsson (8 oktober 2001). ”Uppskattad konsert med Sanna Nielsen”. Kristianstadsbladet. https://www.kristianstadsbladet.se/ostra-goinge/uppskattad-konsert-med-sanna-nielsen/?stopredirect. Läst 27 oktober 2012.
4. ↑  ”Människan och skapelsen”. Svensk mediedatabas. http://smdb.kb.se/catalog/id/001520439. Läst 27 oktober 2012.